# Else Lasker-Schüler
Else Lasker-Schüler (pravo ime Elisabetha Lasker-Schüler), nemška pesnica, * 11. februar 1869 Elbernfeld (današnji Wuppertal), Nemčija, † 22. januar 1945, Jeruzalem.                                                                           				

## Otroštvo in mladost
Else Schüler se je rodila 11. februarja 1869 materi Jeanneti Schüler (dekliški priimek Kissing) v Elbefeldu, današnjem okrožju Wuppertala v Nemčiji, kot najmlajša izmed šestih otrok. Odraščala je v četrti Briller. Mati je postala osrednji lik njene poezije. Njen oče je bil judovski zasebni bankir Aaron Schüler. Bil je tudi vzor za vlogo protagonista v drami Wupper (Die Wupper). Else je veljala za čudežnega otroka v družini, saj je že pri štirih letih znala brati in pisati. Od leta 1880 je obiskovala šolo Lyceum West na Aue. Pri trinajstih letih je umrl njen najljubši brat Paul, njena mati je umrla leta 1890, oče pa 1897. Smrt njene matere je zanjo pomenilo »izgon iz raja«.
 

## Zakonske zveze
Ko je prekinila šolanje in bila poučevana na domu, se je leta 1894 poročila z zdravnikom Jonathanom Bertholom Laskerjem, starejšim bratom dolgoletnega šahovskega prvaka Emanuela Laskerja in se preselila v Berlin. Tam je delovala v kot grafična oblikovalka. 24. avgusta 1899 se je rodil njun sin Paulin objavljena so bila njena prva dela. Prva pesniška zbirka Styx je izšla leta 1902.
11. aprila 1903 se je Else Lasker-Schüler ločila od Bertholda Laskerja in se 30. novembra poročila s pisateljem Georgom Lewinom, ki mu je predlagala psevdonim Herwarth Walden. 
Izdaje:

Leta 1906, po smrti Petra Hilleja, je izšlo njeno prvo delo v prozi, Knjiga Petra Hilleja (nem. Das Peter-Hille-Buch). Hille je bil eden izmed njenih najbližjih prijateljev. 1907 je izšla prozna zbirka Noči Tina iz Bagdada (nem. Die Nächte der Tino von Bagdad). Leta 1909 objavi gledališko igro Wupper (nem. Die Wupper), ki pa še ni doživelo uprizoritve. S pesniško izdajo Moji Čudeži (nem. Meine Wunder, 1911) je postala Lasker-Schüler vodilna nemška ekspresionistka.
 

### Druga ločitev
Potem ko se je leta 1910 razšla s Herwarthom Waldenom, se je leta 1912 od njega tudi uradno ločila. Brez lastnega dohodka je Else Lasker-Schüler živela od podpore prijateljev, še posebno ji je pomagal Karl Kraus. Leta 1912 je Else Lasker-Schüler srečala Gottrfrieda Benna. Med njima se je razvilo močno prijateljstvo, ki se v literarnem smislu izraža v številu ljubezenskih pesmih, ki mu jih je Else posvetila. Po smrti (svojega) sina leta 1927 je padla v globoko krizo.

## Emigracija
Čeprav je bila pesnica leta 1932 odlikovana s Kleistovo nagrado, se je 19. aprila 1933 izselila zaradi napadov in nacističnih groženj v Zürich, tam pa je dobila prepoved dela. Leta 1934 in 1937 je odpotovala dvakrat v Palestino. 
Leta 1938 so ji ukinili nemško državljanstvo in leta 1939 je že tretjič odpotovala v Palestino. Izbruh vojne ji je preprečil vrnitev v Švico. 
Leta 1944 je hudo zbolela. Po srčnem napadu 16. januarja, je Else Lasker-Schüler 22. januarja 1945 umrla. Pokopana je na Oljski gori v Jeruzalemu. 

## Zapuščina
Else Lasker-Schüler je za seboj pustila veliko liričnih del, tri drame, krajše osnutke in pripovedi, pisma, dokumente ter številne risbe.
V času njenega življenja so bile njene pesnitve objavljene v mnogih različnih časopisih, kot na primer v časopisu Der Sturm, ki ga je izdal njen drugi mož in v časopisu Der Fackel Karla Krausa, kot tudi v vrsti skupaj njenih sestavljenih in ilustriranih zvezkih
- Styx (prvi objavljeni zvezek, 1902)
- Sedmi dan (Der siebente Tag, drugi zvezek, 1905)
- Moji čudeži (Meine Wunder, 1911)
- Hebrejske balade (Hebräische Balladen, 1913)
- Zbrane pesmi (Gesammelte Gedichte, 1917)
- Moj modri klavir (Mein blaues Klavier, 1943)

Njeno prvo in najpomembnejšo dramo Wupper je Else Lasker-Schüler napisala leta 1908.  Objavljena je bila 1909, gledališka premiera pa je bila 27. aprila 1919 v gledališču v Berlinu. 
V njenih delih zavzema osrednje mesto ljubezenska poezija, vendar je mogoče najti tudi globoko verske pesmi in molitve. Prehodi se pri tem pogosto prelivajo. Predvsem kasnejša dela so bogata z bibličnimi in vse splošnimi orientalskimi motivi. 
Else Lasker-Schüler je zelo svobodna in nasprotuje zunanjim pravilom pesniških oblik, s tem pa ji uspevajo dela z veliko notranjo koncentracijo.
Tudi pred neologizmi je nič ne zadržuje. 
Odličen primer njene poezije je Stara tibetanska preproga (nem. Ein alter Tibetteppich), pesem, ki je imela po prvi objavi v časopisu Die Sturm, številne ponatise, prvega v časopisu Die Fackel:
 

### Ein alter Tibetteppich (Stara tibetanska preproga)
Deine Seele, die die meine liebet,

Ist verwirkt mit ihr im Teppichtibet.

Strahl in Strahl, verliebte Farben,

Sterne, die sich himmellang umwarben.

Unsere Füße ruhen auf der Kostbarkeit,

Maschentausendabertausendweit.

Süßer Lamasohn auf Moschuspflanzenthron,

Wie lange küßt dein Mund den meinen wohl

Und Wang die Wange buntgeknüpfte Zeiten schon?

 
Else Lasker-Schülerjevo gledališko delo Artur Aronymus, ki je leta 1933 v Schillerjevem gledališču v Berlinu stalo tik pred premiero, je bilo takoj izvzeto iz programa od nacionalsocialistov. V tem delu je jasnovidna pesnica napovedala pregon judov:
Naše hčere bodo sežgali na garmadi

po vzoru srednjega veka

vera v čarovnice je zopet zaživela

Iz ruševin stoletja

plamen bo naše nedolžne sestre pogubil
(original)
Unsere Töchter wird man verbrennen auf Scheiterhaufen

Nach mittelalterlichem Vorbild. 

Der Hexenglaube ist auferstanden 

Aus dem Schutt der Jahrhunderte. 

Die Flamme wird unsere unschuldigen jüdischen Schwestern verzehren.
Sklicevanje na politično aktualnost je še bolj jasno postalo v njeni zadnji, še nedokončani drami - Jaz in jaz (nem. Ichundich), ki jo je pisala v jeruzalemskem izgnanstvu tik pred smrtjo. Drama Jaz in jaz je zapleteno nadaljevanje Goethejevega Fausta, v katerem Mefisto in Faust iz pekla opazujeta, kako Hitler korak za korakom osvaja svet. Navsezadnje tudi Mephisto, glede na grozodejstva, spozna, da ne sme podpreti zla. Skupaj z Faustom prosi boga za odpuščanje. Oba sprejmejo v nebesa, medtem ko se Tretji rajh utaplja v morju plamenov. 
Drama je povzročila številne polemike med pesničinimi nadrejenimi (vlada). Medtem ko so  nekateri Else Lasker-Schüler izkazovali jasnovidne sposobnosti, ker je že davno pred letom 1944 opisala propad nacističnega-režima, so videli drugi v drami znake njenega duševnega propada. Tako je Armin Juhre poln občudovanja zapisal: „Kateri izmed številnih emigriranih nemških pisateljev si je kdaj dovolil tako drznost?“ Ernst Ginsberg je leta 1958 v pismu, namenjenemu njegovemu upravitelju zapuščin, Manfredu Stummarju pripomnil: „Le z najglobjo pretresljivostjo sem jo lahko prebral, ja, priznam: občasno (lahko) samo s solzami. [...] Čuti se duhovna noč, ki vdre preko stare pesnice, čez katero se obotavljajo le še redki zvezdni utrinki. Tako je bilo delo namenjeno za vpogleda sam za znanstvene namene.. Drama sprva sploh ni bila objavljena, leta 1961 je bilo objavljenih nekaj odlomkov, šele leta 1969 pa je bila v celoti kritično komentirana v Letopisu Schillerjeve družbe (nem. Jahrbuch der Deutschen Schillergesellschaf). Premierno je bila predstavljena 10. novembra 1979 v velikem gledališču Düsseldorf. 

### Razstave
- Risbe (Schillerjev nacionalni muzej Marbach pri Neckarju, od 22. januarja do 2. apila 1995)
- Poglej v moj začuden obraz (Sieh in mein verwandertes Gesicht, umetniška dvorana Barmen, od 9. aprila do 28. maja 1995)
- Else Lasker-Schüler Jeruzalem (Hebrejska univerziteta v Jeruzalemu, 1995)
- Jaz in jaz (I and I) risbe Else Lasker-Schüler (muzej v Izraelu, 1997)
- Pisava-slika-pisava (Schrift - Bild – Schrift, August-Macke-Haus Bonn, od 29. Oktobra 2000 do 18. Februarja 2001)
- Razstava o E.-L-S, z naslovom: Ne zagrenjena, ampak žalostna sem bila (Erbittert nicht, aber traurig war ich, od 27. novembra 2006 do 26.  januarja 2007, Švica: Zähringerplatz 6, podprto s strani ELS-Arhiv v nacionalni knjižnici v Jeruzalemu)
- Princ Theb (Der Prinz von Theben)  Else Lasker-Schüler: pesnica, slikarka,upornica (Dichterin, Zeichnerin, Rebellin),  (od 3. Junija do 9.septembra 2007, Felix—Nussbaum-Haus, Osnabrück)

## Posmrtno življenje
- V berlinski četrti (Berlin-Halensee), na Katharinenstraße 5 na umetnico spominja spominska plošča, saj je Else od leta 1909 do 1911 tu živela s svojim možem Herwartom Waldnom, ki je izdajal časopis Der Sturm.
- V berlinski četrti (Berlin-Schöneberg), Motzstraße 7, nanjo spominja spominska plošča. Tu je živela od leta 1924-1933.
- Prav tako je bila v  berlinski četrti (Berlin-Schöneberg), ulica Mackensenstraße na Nollendorplatzu leta 1998 preimenovana v Else-Lasker-Schüler-Straße.
- V Wuppertalu je bila leta 1990 ustanovljena politično-literarna družba, imenovana  [mrtva povezava].
- V Wuppertal-Elbenfeldu je po njej imenovan center, ki je znan tudi kot šola brez rasizma. Nanjo spominja tudi spominska plošča v centru Elbenfelda, v bližini Caino-krožišča.
- V Göttingenu so po njen preimenovali ulico Else-Lasker-Schüler-Eck
- Tudi v mestu Bensheimu je Else-Lasker-Schüler-Straße.
- Od leta 1993 obstaja nagrada Else-Lasker-Schüler-Dramatikerpreis, ki spodbuja nemško dramatiko.
- Scenarist in režiser Amos Gitai je leta 1989 posnel film Berlin Jeruzalem, film temelji na biografiji Else-Lasker-Schüler in Rusinje Manii Shohat. Z naslovom:...... ... oder die Geschichte zerstörter Utopien......ali zgodovina uničenih utopij.
- Na albumu Sanjam potiho o tebi (Ich träume so leise von dir, 2005) projekta Else-Lasker-Schüler, znane pevke (kot npr. Katja Riemann, Suzie Kerstgens iz skupine Klee, Mieze Katz iz skupine MIA ali Elke Brauweiler iz skupine Paul) interpretirajo poezijo Lasker-Schüler kot glasbeno delo.
- Dramsko delo Splašen (nem. Verscheucht), ki je uprizorjeno delo za Else Lasker-Schüler Gerolda Theobalda, je bilo predstavljeno leta 2006 v gledališču v Zürichu.
- Leta 1975 se je nemška državna pošta spomnila na Else Lasker-Schüler z znamko posebne izdaje, ki spada v sklop: „Pomembne nemške ženske".

### Dela (izbor)
- Izbrana dela (Gesammelte Werke) , 8 zvezkov. München 1986
- Dela in pisma (Werke und Briefe). Kritična izdaja (Kritische Ausgabe) Na pobudo Franz Rosenzweig-centa Hebrejske univerze v Jerusalem, Bergiške  Universitete Wuppertal in nemškega literaturnega arhiva  Marbach am Neckar hg. von Andreas B. Kilcher [ab Bd. 9], Norbert Oellers, Heinz Rölleke in Itta Shedletzky. Bisher so dosedaj izšla:
- Zvezek. 1: Pesmi  Predelano od Karl Jürgen Skrodzki v sodelovanju z Norbert Oellers. Judovska založba , Frankfurt am Main 1996.
- Zvezek 2: Drame. Predelano od Georg-Michael Schulz. Judovska založba , Frankfurt am Main 1997.
- Zvezek 3: Prosa. 1903–1920. Predelano od Ricarda Dick. Judovska založba , Frankfurt am Main 1998.
- Zvezek 4: Prosa. 1921–1945. Posmrtni zapisi. Karl Jürgen Skrodzki in Itta Shedletzky. Judovska založba, Frankfurt am Main 2001.
- Zvezek 5: Prosa. Hebrejska dežela. Urejeno od Karla Jürgena Skrodzkia in Itte Shedletzky. Judovska založba, Frankfurt am Main 2002.
- Zvezek 6: Pisma. 1893–1913. Predelano od Ulrike Marquardt. Judovska založba, Frankfurt am Main 2003.
- Zvezek 7: Pisma. 1914–1924. Predelano od Karl Jürgen Skrodzki. Judovska založba, Frankfurt am Main 2004.
- Zvezek 8: Pisma. 1925–1933. Predelano od Sigrid Bauschinger. Judovska založba, Frankfurt am Main 2005.
- Zvezek  9: Pisma. 1933–1936. Predelano od Karl Jürgen Skrodzki. Judovska založba, Frankfurt am Main 2008.
- Zvezek 10: Pisma . 1937–1940. Predelano od Karla Jürgena Skrodzkia in Andreasa B. Kilcherja. Judovska založba, Frankfurt am Main 2009.
- Vse pesmi . Karl Jürgen Skrodzki. Judovska založba, Frankfurt am Main 2004.

### Dela prevedena v slovenščino
- Pesmi (Niko Grafenauer; sl.1991)
- Sv. Peter Hille / Moje srce / Malik (Anja Uršič; sl.1991)
- Else Lasker-Schüler (Niko Grafenauer; sl.1991)
- Beg od sveta (Niko Grafenauer; sl.1991/92)